# P-1ゴールドラッシュ
『P-1ゴールドラッシュ』（ピーワンゴールドラッシュ）は、日本各地のテレビ局で放送されていたテレビ大阪製作のパチンコ・パチスロ番組である。製作局のテレビ大阪では2001年7月4日から2012年6月27日まで放送。新聞のテレビ欄では「パチンコ」と表記されることが多かった。

## 概要
出川哲朗率いる「デガワギャング団」とグラビアアイドル6人による「セクシー保安官」が、大阪府近郊地域のパチンコ店で対戦を繰り広げていた深夜番組で、制限時間内での大当たり回数を競っていた。2007年4月から2008年6月まではこれに「ウエスタンJEAN」が加わり、3組のうちの2組が対戦する形となっていた。ナビゲーターおよび総合演出は西川のりおが担当。
ゲストはデガワギャング団が送り込んだ刺客という設定で出演し、セクシー保安官のいずれか1人と対戦していた。ゲストがコンビの場合、コンビ側の1人の大当たりを0.5回、もしくはセクシー保安官の大当たりを2回に換算していた。セクシー保安官は基本2週連続で同じタレントが出演していたが、これは1日に複数回の収録を行っていたためである（番組エンディングでの西川の発言より）。
この番組は、当初は『芸能人パチンコ王座決定戦P-1』と題して放送されていたが（テレビ東京の『日曜ビッグスペシャル』で放送されていた『芸能人パチンコ王座決定戦!!』とは別物）、後に『P-1アイドルパチンコバトル』と改題。さらにその後、『P-1ゴールドラッシュ』へと改題リニューアルした。2008年10月にタイトルロゴを変更した。
後番組は、同じくテレビ大阪製作のパチンコ・パチスロ番組『P-1 パチとも倶楽部』。

## 番組終了時の出演者

### ナビゲーター
- 西川のりお - 総合演出も兼任。

### デガワギャング団
- 出川哲朗 - 通常はカットインのみの出演だったが、稀に対戦に参加することもあった。保安官との直接対決では圧倒的な勝率を誇り、「セクシー保安官キラー」の異名を持つ。
- デガワギャング団が送り込む男性タレント - お笑い芸人が出演するケースが殆どだったが、2011年2月2日放送の500回記念回ではデーブ・スペクターが、同年2月9日放送の第501回では堀江貴文が出演した。また、稀に女性タレントがデガワギャング団の一員として出演することがあった。

### セクシー保安官
- 木口亜矢
- 齊藤夢愛
- 谷桃子
- 浜田翔子
- 手島優
- 池田夏希

### 隣町の保安官
- 二宮歩美 - 移動のために乗った新幹線が遅れた木口のピンチヒッターとして登場。

### ナレーター
- 野中政宏

## 途中降板した出演者

### セクシー保安官
- 仲村かすみ
- 小鹿美鈴
- 小口もな美
- 鈴木茜
- 初音ひさみ
- 福永ちな
- 海川ひとみ
- 相澤仁美
- 青島あきな（ 大田明奈 ）
- 浜崎慶美

### ウエスタンJEAN
- 城咲仁
- 赤松恵
- 赤松唯
- 蘭いおり

## スタッフ
- 制作・著作：テレビ大阪[1]
- 企画：三協エージェンシー[1]
- 制作：映像ウェーブ[1]

## 放送局
放送日時はいずれも番組終了時のデータ。
| 放送対象地域   | 放送局         | 系列           | 放送日時                                            | 備考                    |
| -------------- | -------------- | -------------- | --------------------------------------------------- | ----------------------- |
| 大阪府         | テレビ大阪     | テレビ東京系列 | 水曜 24:45 - 25:15 （2012年1月4日 - 2012年6月27日） | 製作局                  |
| 秋田県         | 秋田放送       | 日本テレビ系列 | 月曜 25:23 - 25:53                                  |                         |
| 静岡県         | 静岡第一テレビ | 日本テレビ系列 | 土曜 26:10 - 26:40                                  |                         |
| 鳥取県・島根県 | 山陰放送       | TBS系列        | 金曜 26:00 - 26:29                                  | 2010年9月24日に打ち切り |
| 愛媛県         | あいテレビ     | TBS系列        | 土曜 25:43 - 26:18                                  |                         |
| 高知県         | テレビ高知     | TBS系列        | 土曜 25:44 - 26:14                                  | 2012年5月26日に打ち切り |
| 大分県         | 大分放送       | TBS系列        | 水曜 25:25 - 25:55                                  |                         |
| 沖縄県         | 琉球放送       | TBS系列        | 日曜 26:25 - 26:55                                  | 2009年6月28日まで放送   |
| 福島県         | 福島放送       | テレビ朝日系列 | 水曜 25:20 - 25:50                                  |                         |
| 新潟県         | 新潟テレビ21   | テレビ朝日系列 | 木曜 25:25 - 25:55                                  |                         |
| 石川県         | 北陸朝日放送   | テレビ朝日系列 | 水曜 26:05 - 26:35                                  |                         |
| 長野県         | 長野朝日放送   | テレビ朝日系列 | 木曜 25:15 - 25:45                                  |                         |
| 山口県         | 山口朝日放送   | テレビ朝日系列 | 木曜 25:45 - 26:15                                  |                         |
| 長崎県         | 長崎文化放送   | テレビ朝日系列 | 火曜 25:55 - 26:25                                  |                         |
| 滋賀県         | びわ湖放送     | 独立UHF局      | 土曜 24:25 - 24:55                                  |                         |
| 奈良県         | 奈良テレビ     | 独立UHF局      | 火曜 23:58 - 24:28                                  |                         |
| 和歌山県       | テレビ和歌山   | 独立UHF局      | 火曜 24:10 - 24:40                                  | 2009年3月31日まで放送   |